# Falkirk FC
Falkirk FC is een Schotse voetbalclub uit Falkirk.

## Geschiedenis
De club werd in 1876 opgericht. In 1885 verhuisde de club naar het Brockville Park Stadion waar ze tot op de laatste speeldag van het seizoen 2002/03 bleven. 2 keer werd een promotie geweigerd omdat het oude stadion niet voldeed aan de voorschriften, in 2000 en 2003. In 2005 promoveerde de club terug naar 1ste nadat de voorschriften werden veranderd, een stadion moest niet langer 10 000 toeschouwers hebben, maar 6000. Een maatregel waar ook Inverness van profiteerde, deze club speelde zijn thuiswedstrijden in Aberdeen (150 km van huis) om toch maar in de 1ste klasse te kunnen spelen.
De club werd in 1902 geaccepteerd in de Schotse tweede voetbalklasse. In de jaren voor de eerste wereld oorlog had de club veel succes. In 1908 en 1910 werden zij tweede in de Schotse eerste voetbalklasse en in 1913 hebben zij de Schotse beker gewonnen (de club heeft deze beker slechts een keer meer gewonnen, in 1957).

## Erelijst
- Scottish Football League First Division:

Winnaar (7): 1935/36, 1969/70, 1974/75, 1990/91, 1993/94, 2002/03, 2004/05
- Scottish Football League Second Division:

Winnaar (1): 1979/80
- Scottish Championship:

Winnaar (1): 2024/25
- Scottish League One:

Winnaar (1): 2023/24
- Scottish Cup:

Winnaar (2): 1913, 1957
Runner-up (2): 1997, 2009, 2015
- Scottish League Cup:

Runner-up (1): 1948
- Scottish League Challenge Cup:

Winnaar (4): 1993, 1997, 2004, 2012

## Overzichtslijsten

### Eindklasseringen
| 11 |

| 7 |

| 5 |

| 14 |

| 16 |

| 2 |

| 13 |

| 13 |

| 12 |

| 14 |

| 14 |

| 10 |

| 17 |

| 8 |

| 2 |

| 14 |

| 13 |

| 14 |

| 16 |

| 10 |

| 14 |

| 15 |

| 17 |

| 1 |

| 7 |

| 14 |

| 14 |

| 18 |

| 1 |

| 8 |

| 14 |

| 5 |

| 3 |

| 1 |

| 9 |

| 9 |

| 7 |

| 7 |

| 3 |

| 2 |

| 10 |

| 10 |

| 2 |

| 4 |

| 1 |

| 9 |

| 11 |

| 1 |

| 5 |

| 10 |

| 5 |

| 2 |

| 2 |

| 3 |

| 3 |

| 9 |

| 1 |

| 4 |

| 1 |

| 10 |

| 7 |

| 7 |

| 10 |

| 12 |

| 3 |

| 3 |

| 3 |

| 3 |

| 5 |

| 2 |

| 2 |

| 8 |

| 10 |

| 2 |

| 5 |

| 6 |

| 2 |

| 1 |

| 1 |

| Niveau 1 | Niveau 2 | Niveau 3 | Niveau 4 |

| Periode    | Niveau 1                | Niveau 2              | Niveau 3            | Niveau 4            |
| 1893-1975  | Division One            | Division Two          | Division Three      | --                  |
| 1975-1998  | Premier Division        | First Division        | Second Division     | Third Division      |
| 1998-2013  | Scottish Premier League | First Division        | Second Division     | Third Division      |
| 2013-heden | Scottish Premiership    | Scottish Championship | Scottish League One | Scottish League Two |

### Seizoensresultaten vanaf 1999
| Seizoen | Competitie              | Niveau | Eindstand | Tsch  | Scottish Cup | Opmerking                                                                                           |
| ------- | ----------------------- | ------ | --------- | ----- | ------------ | --------------------------------------------------------------------------------------------------- |
| 1998/99 | Scottish First Division | II     | 2         | ?     | kwartfinale  | |
| 1999/00 | Scottish First Division | II     | 3         | 3.344 | kwartfinale  | |
| 2000/01 | Scottish First Division | II     | 3         | 2.499 | 3e ronde     | |
| 2001/02 | Scottish First Division | II     | 9         | 2.478 | 4e ronde     | Geen degradatie omdat nummer 2 Airdrieonians FC (1878) werd opgeheven.                              |
| 2002/03 | Scottish First Division | II     | 1         | 4.165 | kwartfinale  | Geen promotie omdat stadion niet voldoet aan premier league-norm. League-topscorer: Owen Coyle (20) |
| 2003/04 | Scottish First Division | II     | 4         | 2.631 | 4e ronde     | |
| 2004/05 | Scottish First Division | II     | 1         | 3.935 | 3e ronde     | League-topscorer: Darryl Duffy (17)                                                                 |
| 2005/06 | Scottish Premier League | I      | 10        | 5.515 | kwartfinale  | |
| 2006/07 | Scottish Premier League | I      | 7         | 5.387 | 4e ronde     | |
| 2007/08 | Scottish Premier League | I      | 7         | 5.657 | 4e ronde     | |
| 2008/09 | Scottish Premier League | I      | 10        | 5.640 | Finale       | < Rangers FC: 0-1; Daardoor gekwalificeerd voor deelname aan de Europa Cup II                       |
| 2009/10 | Scottish Premier League | I      | 12        | 5.635 | 4e ronde     | |
| 2010/11 | Scottish First Division | II     | 3         | 4.224 | 4e ronde     | League-topscorer ex aequo: Mark Stewart (15)                                                        |
| 2011/12 | Scottish First Division | II     | 3         | 3.188 | 8e finale    | |
| 2012/13 | Scottish First Division | II     | 3         | 3.102 | halve finale | |
| 2013/14 | Scottish Championship   | II     | 3         | 3.114 | 4e ronde     | halve finale play-offs > Hamilton Academical FC: 1-1 (T) / 0-1 (U); League-topscorer: Rory Loy (20) |
| 2014/15 | Scottish Championship   | II     | 5         | 4.661 | Finale       | < Inverness Caledonian Thistle FC: 1-2                                                              |
| 2015/16 | Scottish Championship   | II     | 2         | 4.670 | 4e ronde     | pd-wedstrijden > Kilmarnock FC: 1-0 (T) / 0-4 (U)                                                   |
| 2016/17 | Scottish Championship   | II     | 2         | 5.032 | 4e ronde     | halve finale play-offs > Dundee United FC: 2-2 (U) / 1-2 (T)                                        |
| 2017/18 | Scottish Championship   | II     | 8         | 4.676 | kwartfinale  | |
| 2018/19 | Scottish Championship   | II     | 10        | 4.742 | 3e ronde     | |
| 2019/20 | Scottish League One     | III    | 2         | 3.713 | 8e finale    | competitie afgebroken i.v.m. coronapandemie                                                         |
| 2020/21 | Scottish League One     | III    | 5         | 0     | 3e ronde     | |
| 2021/22 | Scottish League One     | III    | 6         | 3.166 | 3e ronde     | |
| 2022/23 | Scottish League One     | III    | 2         | 4.199 | halve finale | halve finale play-offs > Airdrieonians FC (2002): 2-6 (U) / 0-1 (T)                                 |
| 2023/24 | Scottish League One     | III    | 1         | 4.750 | 4e ronde     | League-topscorer: Callumn Morrison (23)                                                             |
| 2024/25 | Scottish Championship   | II     | 1         | 6.445 | 4e ronde     | |
| 2025/26 | Scottish Premiership    | I      | .         |       |              | |

### Falkirk FC in Europa
Uitslagen vanuit gezichtspunt Falkirk FC
| Seizoen                                                    | Competitie    | Ronde | Land                   | Club     | Totaalscore | 1e W    | 2e W       | PUC |
| ---------------------------------------------------------- | ------------- | ----- | ---------------------- | -------- | ----------- | ------- | ---------- | --- |
| 2009/10                                                    | Europa League | 2Q    | Vlag van Liechtenstein | FC Vaduz | 1-2         | 1-0 (T) | 0-2 nv (U) | 1.0 |
| Totaal aantal behaalde punten voor UEFA coëfficiënten: 1.0 |               |       |                        |          |             |         |            |     |

Zie ook
- Deelnemers UEFA-toernooien Schotland
- Ranglijst van alle clubs die in de diverse Europa Cups zijn uitgekomen

## Trainer-coaches
| Van        | Tot        | Naam              | D | W | G | V |
| ---------- | ---------- | ----------------- | - | - | - | - |
| 01.07.2014 | 30.06.2015 | Peter Houston     |   |   |   |   |
| 03.04.2013 | 30.06.2013 | Gary Holt         |   |   |   |   |
| 07.03.2013 | 02.04.2013 | Alexander Smith   |   |   |   |   |
| 01.07.2010 | 06.03.2013 | Steven Pressley   |   |   |   |   |
| 23.06.2009 | 30.06.2010 | Eddie May         |   |   |   |   |
| 31.01.2003 | 20.05.2003 | Owen Coyle        |   |   |   |   |
| 31.01.2003 | 30.06.2009 | John Hughes       |   |   |   |   |
| 01.07.2002 | 29.01.2003 | Ian McCall        |   |   |   |   |
| 01.12.1996 | 30.04.2002 | Alex Totten       |   |   |   |   |
| 01.07.1995 | 30.06.1996 | John Lambie       |   |   |   |   |
| 01.07.1990 | 30.06.1995 | Jim Jefferies     |   |   |   |   |
| 01.11.1982 | 30.11.1983 | Alex Totten       |   |   |   |   |
| 01.07.1979 | 30.06.1982 | John Hagart       |   |   |   |   |
| 01.07.1977 | 30.06.1979 | Billy Little      |   |   |   |   |
| 01.07.1973 | 30.06.1975 | John Prentice     |   |   |   |   |
| 01.07.1968 | 31.12.1972 | Willie Cunningham |   |   |   |   |
| 01.07.1966 | 30.06.1968 | John Prentice     |   |   |   |   |
| 01.01.1957 | 30.06.1959 | Reg Smith         |   |   |   |   |
| 01.07.1950 | 30.06.1957 | Bob Shankly       |   |   |   |   |
| 01.07.1935 | 30.06.1950 | Thomas Craig      |   |   |   |   |

## Bekende (oud-)spelers
- Ivo den Bieman